# Horminum
- Commons
- Wikispecies

Horminum L. é um gênero botânico da família Lamiaceae, nativo dos Pirenéus e Alpes.

## Espécies
| - Horminum caulescens - Horminum clinopodiifolium - Horminum coccineum - Horminum coloratum - Horminum disermas - Horminum foliosum - Horminum frutescens - Horminum lyratum - Horminum napifolium - Horminum niloticum | - Horminum parviflorum - Horminum pyrenaicum - Horminum sativum - Horminum suaveolens - Horminum sylvestre - Horminum verbenaceum - Horminum verticillatum - Horminum virginicum - Horminum viride |

- «Lista completa»

## Classificação do gênero
| Sistema | Classificação                        | Referência               |
| ------- | ------------------------------------ | ------------------------ |
| Linné   | Classe Didynamia, ordem Gymnospermia | Species plantarum (1753) |